# グイド・ベンティヴォーリオ枢機卿の肖像
『グイド・ベンティヴォーリオ枢機卿の肖像』（グイド・ベンティヴォーリオすうききょうのしょうぞう、伊: Ritratto del cardinale Guido Bentivoglio、英: Portrait of Cardinal Guido Bentivoglio）は、フランドルのバロック期の巨匠アンソニー・ヴァン・ダイクがキャンバス上に油彩で制作した肖像画である。画家のイタリア滞在中の1623年頃に描かれたが、ベンティヴォーリオ枢機卿は画家の出身地フランドルとつながりがあった。1653年に、本作はベンティヴォーリオ家の人物によりフェルディナンド2世・デ・メディチに贈られた。以降、作品はフィレンツェの「メディチ家の衣装部屋」、「ウフィツィ美術館のトリブーナ」、ピッティ宮殿のフェルディナンド・デ・メディチの居室に置かれたが、現在はフィレンツェのパラティーナ美術館に所蔵されている。

## 作品

ティツィアーノ『教皇パウルス3世とその孫たち』 (1546-1546年)、カポディモンテ美術館、ナポリ

本作に描かれている高位聖職者グイド・ベンティヴォーリオは、非常に教養豊かな文人であった。彼は1606-1615年の間フランドルでカトリックとプロテスタントの仲介に努め、次いで1616-1621年までパリで教皇特使としてカトリックとユグノー (プロテスタント) の仲介を務めた。この任務に関連して枢機卿に任命された後、帰還したローマでフランス外交の共同責任者に指名されている。ローマでは豪奢な生活を送り、芸術の注文主かつ振興者として有名になる。彼は北方絵画を愛好し、ヴァン・ダイクの庇護者となって、彼に小さな『磔刑図』 (所在不明) と自身の肖像画である本作を委嘱したのであった。
全身像で描くというきわめて斬新な構図、頭部のわずかな動きを感じさせる4分の3正面観、堂々としてゆったりとした室内装飾、細部の豪華さなどが、ベンティヴォーリオ枢機卿の地位を示すのに役立っている。本作は、衣装の赤と白の非常に美しい対比や自由で濃密な筆遣いの敏捷さという点で、16世紀ヴェネツィア派の巨匠ティツィアーノの『教皇パウルス3世とその孫たち』  (カポディモンテ美術館、ナポリ) などの作品に負っている。しかし、ヴァン・ダイクは、事物に対する北方的な関心とイタリアに典型的な人物の心理への透徹した視線を融合させて、独自の様式に到達しており、17世紀ヨーロッパの肖像画を刷新している。
本作は、すぐさま長期間にわたる人気を得、18世紀の伝記では、「最良のもので、彼は以後、それ (本作) を超えられるものは制作しなかった」と言及された。イギリスの画家ジョシュア・レノルズは、「ヴァン・ダイクはこの有名な絵画に真紅を使用せざるをえなかったので、背景に同色の布地を配し、白色 (枢機卿の膝上のレース) をテーブルに置かれた手紙で繰り返した」と述べている。